# 신동혁 (1939년)
신동혁(申東爀, 1939년 8월 1일 ~ , 전라남도 강진군)은 한미은행 은행장과 전국은행연합회 회장을 지낸 대한민국의 금융인이다.

## 학력
- 광주제일고등학교
- 서울대학교 경제학과

## 경력
- 한일은행 홍콩 지점장
- 1991 한일은행 상무
- 1995.02 한일은행 전무
- 1998.08 ~ 1999.01 한일은행장 직무대행
- 1999.02 한미은행 은행장
- 2001 한미은행 이사회 회장
- 2002.11 ~ 2005 제8대 전국은행연합회 회장
- 2006 전국은행연합회 상임고문

## 참고 자료
- 신동혁 네이버 인물검색
- 신동혁 네이트 인물검색

| 전임 이관우 | 한일은행 은행장 직무대행 1998년 8월 5일 ~ 1999년 1월 4일 | 후임 (해산) |